# Nystalus obamai
El buco estriado occidental (Nystalus obamai) es una especie de ave piciforme de la familia Bucconidae propia de Sudamérica. Es tratada como una subespecie del buco estriado (Nystalus striolatus) por algunas autoridades taxonómicas, pero es elevada al rango de especie por otras. La especie fue nombrada en honor al expresidente de Estados Unidos Barack Obama.

## Distribución
Se distribuye al oeste de la Amazonia, desde el sur de Colombia, a través de Ecuador, el Perú y el norte de Bolivia, hasta el oeste de Brasil (al oeste del río Madeira).